# Isabella Sorrenti
Isabella Sorrenti (Florencia; 7 de diciembre de 1988) es una actriz pornográfica y modelo erótica transexual italiana.

## Biografía
Natural de Italia, nació en diciembre de 1988 en la ciudad de Florencia, en una familia con ascendencia española, griega y francesa. Con cuatro años, se mudó con su familia a los Estados Unidos, creciendo en Kearney, al noroeste de Misuri, donde la familia tenía una granja de caballos con 50 acres de tierra. Tras graduarse en el instituto, se alistó en el ejército sirviendo como marine durante tres años, entrenándose y compitiendo además como luchadora de MMA.
Después de abandonar el ejército, inicialmente planeó convertirse en médico. Sin embargo, descubrió que someterse a una terapia de reemplazo hormonal (TRH) le hizo desarrollar una aversión a la sangre. Decidida a apartarse de dicha formación, en 2015 comenzó a investigar la industria del entretenimiento para adultos sumergiéndose en blogs y foros de discusión. A través de estos canales descubrió a Grooby Productions, que terminó contactándola para grabar sus primeras escenas en diciembre de 2015.
Además de con Grooby, Sorrenti ha trabajado para otros estudios como Trans500, Exquisite, Pure TS, Evil Angel, Gender X, Devil's Film, Severe Sex, Pulse Distribution, Mile High, Kink.com, Jules Jordan Video, Transsensual o Goodfellas.
En 2017 recibió sus primeras -y únicas en su carrera- nominaciones en los Premios AVN tanto en las categorías de Artista transexual del año como a la Mejor escena de sexo transexual, junto a Korra Del Rio, por Bang My Tranny Ass 14.
Se retiró de la industria en 2019, habiendo aparecido en algo más de 50 películas y escenas como actriz.
Algunos trabajos suyos fueron Blackula's Tattooed Tgirls, Hot For Transsexuals 2, My Transsexual Stepmom, She-Male Strokers 81, T.S. Hookers 3, T.S. I Love You, Transsexual Babysitters 28, Transsexual Sexcapades 11, TS Factor 4 o TS Femdom.

## Premios y nominaciones
| Año  | Ceremonia                  | Resultado | Premio                          | Trabajo               |
| ---- | -------------------------- | --------- | ------------------------------- | --------------------- |
| 2017 | Premios AVN                | Nominada  | Artista transexual del año      | —                     |
| 2017 | Premios AVN                | Nominada  | Mejor escena de sexo transexual | Bang My Tranny Ass 14 |
| 2017 | Transgender Erotica Awards | Nominada  | Mejor artista solo              | —                     |
| 2017 | Transgender Erotica Awards | Nominada  | Mejor escena                    | Bang My Tranny Ass 14 |
| 2017 | Transgender Erotica Awards | Nominada  | Ms. Unique                      | —                     |